# No es la Playa
No es la Playa (deutsch Dies ist nicht der Strand) ist ein Jazzalbum von Brandon Lopez, Ingrid Laubrock und Tom Rainey. Die am 25. April 2021 in den GSI Studios, New York City, entstandenen Aufnahmen erschienen am 18. Februar 2022 auf Intakt Records.

## Hintergrund
Die Saxophonistin Ingrid Laubrock und der Schlagzeuger Tom Rainey, die auch im Leben als Paar liiert sind, hatten Dutzende von Aufnahmen gemeinsam gemacht, nachdem sie beim Album Sleepthief (Intakt, 2008) mit dem Pianisten Liam Noble zusammengearbeitet hatten, sowohl als Duo als auch mit unzähligen anderen Musikern. In jüngerer Zeit spannte sich ihre Koproduktion von der Dekonstruktion von Klassikern aus dem Great American Songbook neben Drew Gress, Ralph Alessi und Jacob Sacks auf Obbligato: Untucked in Hannover (Intakt, 2021) bis zu ihren selbstveröffentlichten Duetten aus der COVID-Ära, der Stir Crazy Series, erschienen 2020 bzw. 2021. Als die beiden sich 2017 zum ersten Mal mit dem Bassisten Brandon Lopez für einen Liveauftritt im Barbès in Brooklyn trafen, erkannten alle drei Spieler das Potential für die weitere gemeinsame Arbeit, aus der schließlich das 2021 entstandene Studioalbum No es la Playa hervorging. Die Musik ist vollständig improvisiert, mit sechs Titeln mittlerer Länge.

## Titelliste
- Brandon Lopez, Ingrid Laubrock & Tom Rainey: No es la Playa (Intakt Records CD 376)

1. No es la Playa 13:32
2. When the Island is a Shipwreck 8:15
3. Saturnian Staring 8:09
4. Camposanto Chachacha 9:57
5. Little Distance Before 11:20
6. The Black Bag of Want 5:31

Die Kompositionen stammen von Brandon Lopez, Ingrid Laubrock und Tom Rainey.

## Rezeption

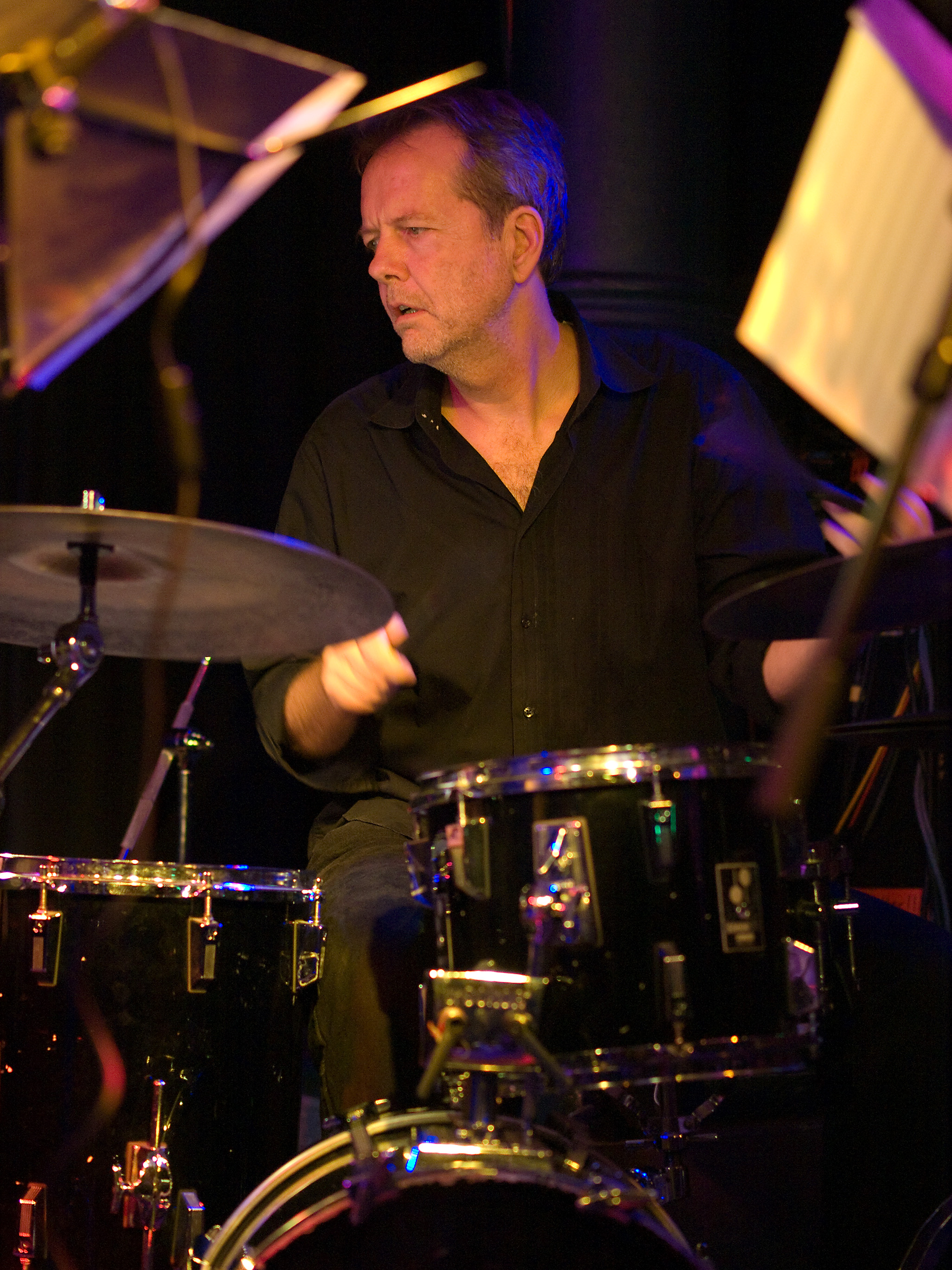
Tom Rainey bei einem Auftritt im Münchner Jazzclub Unterfahrt 2010

Nach Ansicht von Troy Dostert, der das Album No es la Playa in All About Jazz rezensierte, hätten Laubrock und Rainey ihren telepathischen Scharfsinn so stark verfeinert, dass sie praktisch alles können. Das Album sei das Ergebnis erstklassiger Improvisation, und diese Spieler würden außergewöhnlich gut zusammen arbeiten. Lopez verfüge sonst über eine furchterregende Kraft auf seinem Instrument, Rainey und Laubrock hingegen seien feinsinnige Spieler mit zu vielen emotionalen und tonalen Registern, um daraus einen geradlinigen Free-Jazz zu machen. Daher habe man hier die Möglichkeit, nuanciertere Facetten von Lopez’ Handwerk zu hören.
Tony Dudley-Evans schrieb in London Jazz News, es gebe auf No es la Playa eine angenehme Vielfalt in den Stimmungen der verschiedenen Titel, wobei ein oder zwei im Improvisationsspektrum mehr zum Free-Jazz und andere zur nicht-idiomatischen Improvisationsmusik gehen. Mehrere der Tracks seien charakterisiert durch Bewegungen zwischen eigenwilligeren Klängen und fröhlicheren, melodischen und rhythmischen Passagen; dies trete häufig innerhalb eines bestimmten Stücks auf. Insgesamt sei das Album ein hervorragendes Beispiel für ein Trio, das sich offensichtlich gut versteht und dafür, wie sich dies in brillante interaktive Musik umsetzen lasse.
„Vom ersten Ton an stimmte die Chemie zwischen ihnen. Das Zusammenspiel der drei funktionierte so mühelos und selbstverständlich, dass es an Telepathie grenzte. Die drei wollen den Schwung halten und den magischen Moment festhalten“, schreibt Christoph Wagner in den Liner Notes.